# Paroisse de Bathurst
Cet article concerne la localité canadienne. Pour la cité voisine du même nom, voir Bathurst (Nouveau-Brunswick). Pour les autres significations, voir Bathurst.
La paroisse de Bathurst est à la fois une paroisse civile et un ancien district de services locaux (DSL) canadien du comté de Gloucester, situé au nord du Nouveau-Brunswick. Elle inclut l'autorité taxatrice de Bathurst Extérieur. Comme dans la plupart des DSL de la province, la population s'identifie plus à ses différents hameaux, soit Bathurst Mines, Brunswick Mines, Chamberlain Settlement, Gloucester Junction, Middle Landing et Tétagouche-Sud. Dans le cadre de la réforme de la gouvernance locale du 1er janvier 2023, le territoire du DSL a été réparti entre la ville de Belle-Baie et la cité de Bathurst d'une part et le district rural de Chaleur d'autre part.

## Toponyme

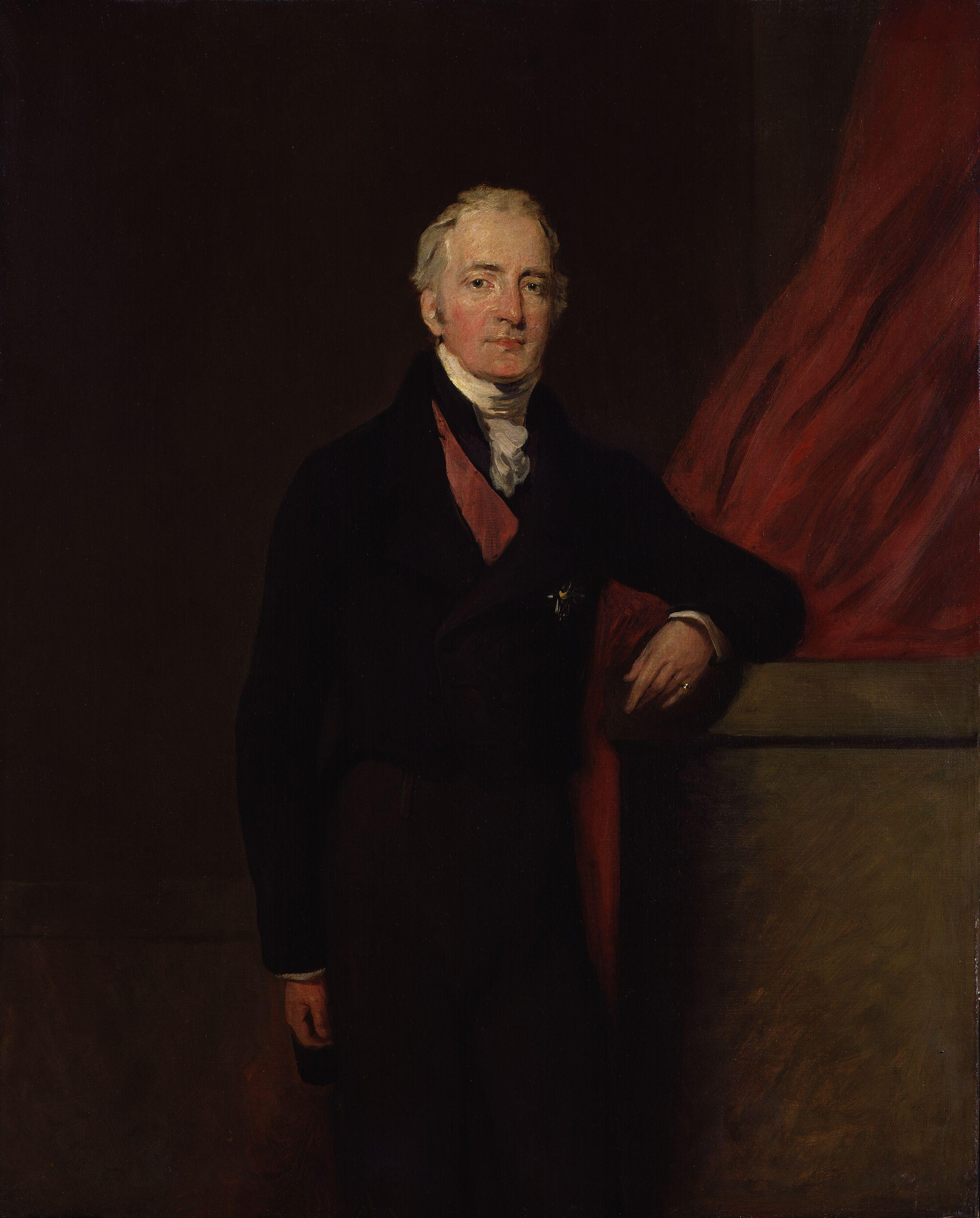
Henry Bathurst.

## Géographie
Les chutes Tétagouche sont situées le long de la rivière éponyme, à Tétagouche-Sud. Elles ont une hauteur de 10 mètres et sont visibles d'une passerelle ou d'un sentier. Des ruines d'un barrage hydroélectrique sont également visibles à cet endroit. Les chutes Népisiguit, aussi appelées les Grandes Chutes, sont situées près de Bathurst Mines et sont hautes de 10 mètres.
La paroisse de Bathurst est généralement considérée comme faisant partie de l'Acadie.

### Hameaux et lieux-dits
La paroisse comprend les hameaux de Bathurst Mines, Brunswick Mines, Chamberlain Settlement, Gloucester Junction, Middle Landing et Tétagouche-Sud. Il y a également les lieux-dits de Big Antler et Big Moose. La paroisse compte également le point ferroviaire de Brunswick Mines, situé à 9,4 km au nord-ouest de Bathurst Mines, ainsi que Bruce, à la frontière avec Allardville.

## Histoire
La seigneurie de Népisiguit est concédée en 19 mars 1691 au Sieur Jean Gobin, un marchand de Québec; elle avait un territoire long de 12 lieues et profond de 10 lieues, à partir du littoral de la baie et probablement centré sur la rivière Népisiguit ce qui, selon William Francis Ganong, inclut le site de la paroisse de Bathurst. Gobin donne la seigneurie à Richard Denys de Fronsac. La seigneurie, par l'héritage à sa femme, tombe aux mains de Rey-Gaillard, qui la possédait en 1753. Cooney parle d'une concession à un certain Enaud, qui est vraisemblablement Philippe Hesnault, seigneur de Pokemouche et peut-être agent de Gobin.
En 1825, le territoire de la paroisse, en particulier le sud-ouest, est touché par les Grands feux de la Miramichi, qui dévastent entre 10 000 km2 et 20 000 km2 dans le centre et le nord-est de la province et tuent en tout plus de 280 personnes,.
Au tournant du XXe siècle, de nombreux Acadiens émigrent vers les États-Unis, alors que les terres deviennent de plus en plus rares dans les villages anciens. Le clergé favorise alors la fondation de nouveaux villages, en souhaitant aussi réduire la dépendance des pêcheurs envers les marchands anglo-protestants; c'est ainsi qu'est fondé Tétagouche-Sud. Il semble que Sainte-Anne soit aussi fondé par des Acadiens, en provenance de Bathurst. Bartibog Station est construit le long du chemin de fer Intercolonial. Le hameau compte un bureau de poste entre 1905 et 1945.
Le chemin de fer Northern New Brunswick & Seabord, d'une longueur de 26 km, est construit en 1909, de Népisiguit-Jonction jusqu'à la mine Bathurst. La mine ferme ses portes en 1914 mais le service ferroviaire continue trois fois par semaine, transportant du bois vers une scierie.
Bathurst Mines a un bureau de poste entre 1912 et 1960.
Les travaux de construction de la centrale hydroélectrique de Bathurts Mines commencent en 1919 et de l'électricité est produite à partir de 1921. Les rails de la mine Bathurst sont enlevés en 1918 mais la subdivision est reconstruite en 1925, permettant à la Bathurst Power & Paper Company Limited d'inspecter sa centrale.
La subdivision Heath Steele est inaugurée en 1957 afin de transporter le minerai des mines Heath Steele jusqu'à l'Intercolonial, à Bartibog Station. D'une longueur de 37 km, traversant une région au relief accidenté et coûtant 3 M$, la ligne est le plus grand projet ferroviaire en 40 ans au Nouveau-Brunswick. La subdivision de la mine Bathurst est démantelée en 1959. Une subdivision longue de 23 km est construite en 1963 entre Népisiguit-Jonction et la mine Brunswick; d'abord gérée par une compagnie indépendante, elle appartient de nos jours au Chemin de fer de la côte est du Nouveau-Brunswick. La subdivision des mines Heath Steele est démantelée en 1987.

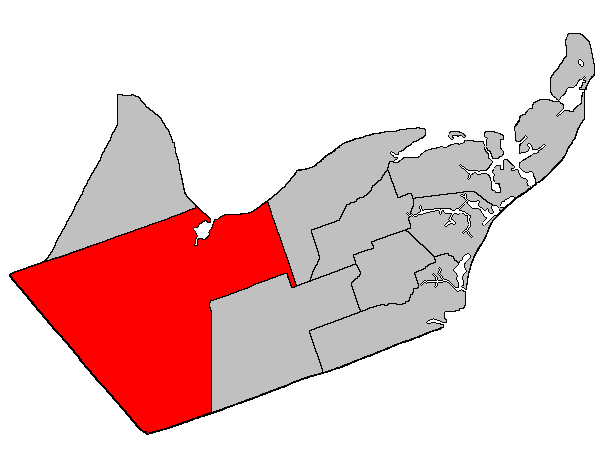
Situation sur une carte des paroisses civiles du comté de Gloucester (certains DSL et municipalités ne sont donc pas montrés).

La municipalité du comté de Gloucester est dissoute en 1966. La paroisse de Bathurst devient un district de services locaux en 1967.

## Démographie
| 2001  | 2006  | 2011  | 2016  |
| ----- | ----- | ----- | ----- |
| 5 494 | 5 144 | 4 979 | 4 797 |

| 2021  | - | - | - |
| ----- | - | - | - |
| 4 761 | - | - | - |

## Économie
L'activité économique de la région est dominée par l'exploitation forestière, les mines et les télécommunications. Le plus grand nombre d'emplois est toutefois disponible dans les services publics. L'activité économique est en fait concentrée à Bathurst. Au village, le développement résidentiel est au ralenti à cause de l'insécurité causée par la fermetures de mines et d'usines.
Entreprise Chaleur, un organisme basé à Bathurst faisant partie du réseau Entreprise, a la responsabilité du développement économique de la région.

## Administration

### Comité consultatif
En tant que district de services locaux, la paroisse de Bathurst est administrée directement par le Ministère des Gouvernements locaux du Nouveau-Brunswick, secondé par un comité consultatif élu composé de cinq membres dont un président.

### Commission de services régionaux
La paroisse de Bathurst fait partie de la Région 3, une commission de services régionaux (CSR) devant commencer officiellement ses activités le 1er janvier 2013. Contrairement aux municipalités, les DSL sont représentés au conseil par un nombre de représentants proportionnel à leur population et leur assiette fiscale. Ces représentants sont élus par les présidents des DSL mais sont nommés par le gouvernement s'il n'y a pas assez de présidents en fonction. Les services obligatoirement offerts par les CSR sont l'aménagement régional, l'aménagement local dans le cas des DSL, la gestion des déchets solides, la planification des mesures d'urgence ainsi que la collaboration en matière de services de police, la planification et le partage des coûts des infrastructures régionales de sport, de loisirs et de culture; d'autres services pourraient s'ajouter à cette liste.

### Représentation
Nouveau-Brunswick: La paroisse de Bathurst fait partie de la circonscription de Nepisiguit, qui est représentée à l'Assemblée législative du Nouveau-Brunswick par Ryan Riordon, du Parti progressiste-conservateur. Il fut élu en 2010.
 Canada: La paroisse de Bathurst fait partie de la circonscription d'Acadie-Bathurst. Cette circonscription est représentée à la Chambre des communes du Canada par Yvon Godin, du NPD. Il fut élu lors de l'élection de 1997 contre le député sortant Doug Young, en raison du mécontentement provoqué par une réforme du régime d’assurance-emploi.

### Ancienne administration paroissiale
| Période                                  | Période | Identité                     | Étiquette | Qualité |
| ---------------------------------------- | ------- | ---------------------------- | --------- | ------- |
| 1931                                     | 193?    | Perry Branch Arthur Beaulieu |           |         |
|                                          |         |                              |           |         |
| Les données manquantes sont à compléter. |         |                              |           |         |

## Vivre dans la paroisse de Bathurst

### Éducation
La paroisse de Bathurst fait partie du sous-district 4 du district scolaire Francophone Nord-Est. Les élèves francophones bénéficient d'écoles à Bathurst. La ville de Bathurst compte le CCNB-Bathurst et Shippagan possède un campus de l'Université de Moncton.
Les anglophones bénéficient des écoles de Bathurst. Les établissements d'enseignement supérieurs anglophones les plus proches sont à Fredericton ou Miramichi.
Il y a une bibliothèque publique à Bathurst.

### Autres services publics
Les services et la presque totalité des commerces sont situés à Bathurst.
La paroisse de Bathurst, comme plusieurs localités de la région Chaleur, partage ou achète plusieurs de ses services. Ainsi, l'aménagement du territoire est de la responsabilité de la Commission d'urbanisme de Belledune. Le service de police est assuré par le poste de la Gendarmerie royale du Canada de Bathurst alors que la protection contre les incendies est assurée par le service régional d'incendie Sainte-Anne. Cette ville dispose de l'hôpital régional Chaleur et d'un poste d'Ambulance Nouveau-Brunswick. La localité partage aussi le financement du Centre régional K.C. Irving. La collecte des déchets et matières recyclables est effectuée par la Commission de gestion des déchets solides de Népisiguit-Chaleur.
Les francophones bénéficient du quotidien L'Acadie nouvelle, publié à Caraquet, ainsi qu'à l'hebdomadaire L'Étoile, de Dieppe. Ils ont aussi accès à l'hebdomadaire Hebdo Chaleur, publié à Bathurst. Les anglophones bénéficient des quotidiens Telegraph-Journal, publié à Saint-Jean ainsi que de l'hebdomadaire Northern Light, de Bathurst.

## Culture

### Architecture
Le DSL compte plusieurs exemples d'habitations en suite ou habitations continues, un type de construction où la maison est reliée à toutes les dépendances, que ce soit au hangar, à l'étable ou autres et cela sans égard au style architectural. Ce type de bâtiment se retrouve surtout dans la région de Bathurst et à la Baie-Sainte-Marie en Nouvelle-Écosse.